# Афанасий (Бахос)
Митрополи́т Афана́сий (греч. Μητροπολίτης Αθανάσιος, в миру Аристи́дис Бахо́с греч. Αριστείδης Μπαχός; род. 10 февраля 1954, Ксилокера) — архиерей Элладской православной церкви, митрополит Элеаский (с 2022), перед этим — епископ Оленский (с 2009), викарий Элеаской митрополии.

## Биография
Родился 10 февраля 1954 года в Ксилокера, в Греции.
В 1982 году окончил богословский институт Афинского университета.
В 1976 году митрополитом Элеаским Афанасием (Василопулосом) был рукоположен в сан диакона, а 5 сентября 1982 года митрополитом Элеаским Германом (Параскевопулосом) был рукоположен в сан пресвитера. Был настоятелем монастыря Ано Диврис (Ιερά Μονή Χρυσοπηγής Δίβρης) и проповедником митрополии
13 октября 2009 года решением Священного синода иерархии Элладской православной церкви был избран (61 голосом из 73 избирателей) для рукоположения в сан епископа Оленского, викария Элеаской митрополии (архимандрит Дамаскин (Петракос) — 0 голосов, архимандрит Феоктист (Клукинас) — 1 голос; 10 бюллетеней были пустыми и 1 недействительный).
1 ноября 2009 года в соборе святителя Николая в городе Пиргосе состоялась его архиерейская хиротония. В хиротонии приняли участие: архиепископ Афинский Иероним (Лиапис), митрополит Закинфский Хризостом (Синетос), митрополит Моневасийский Евстафий (Спилиотис), митрополит Элеаский Герман (Параскевопулос), митрополит Мантинейский Александр (Пападопулос), митрополит Трифилийский Хризостом (Ставропулос), митрополит Фиванский Георгий (Мандзуранис) и епископ Элийский Феодорит (Цириготис).